# 栃木県運転免許センター

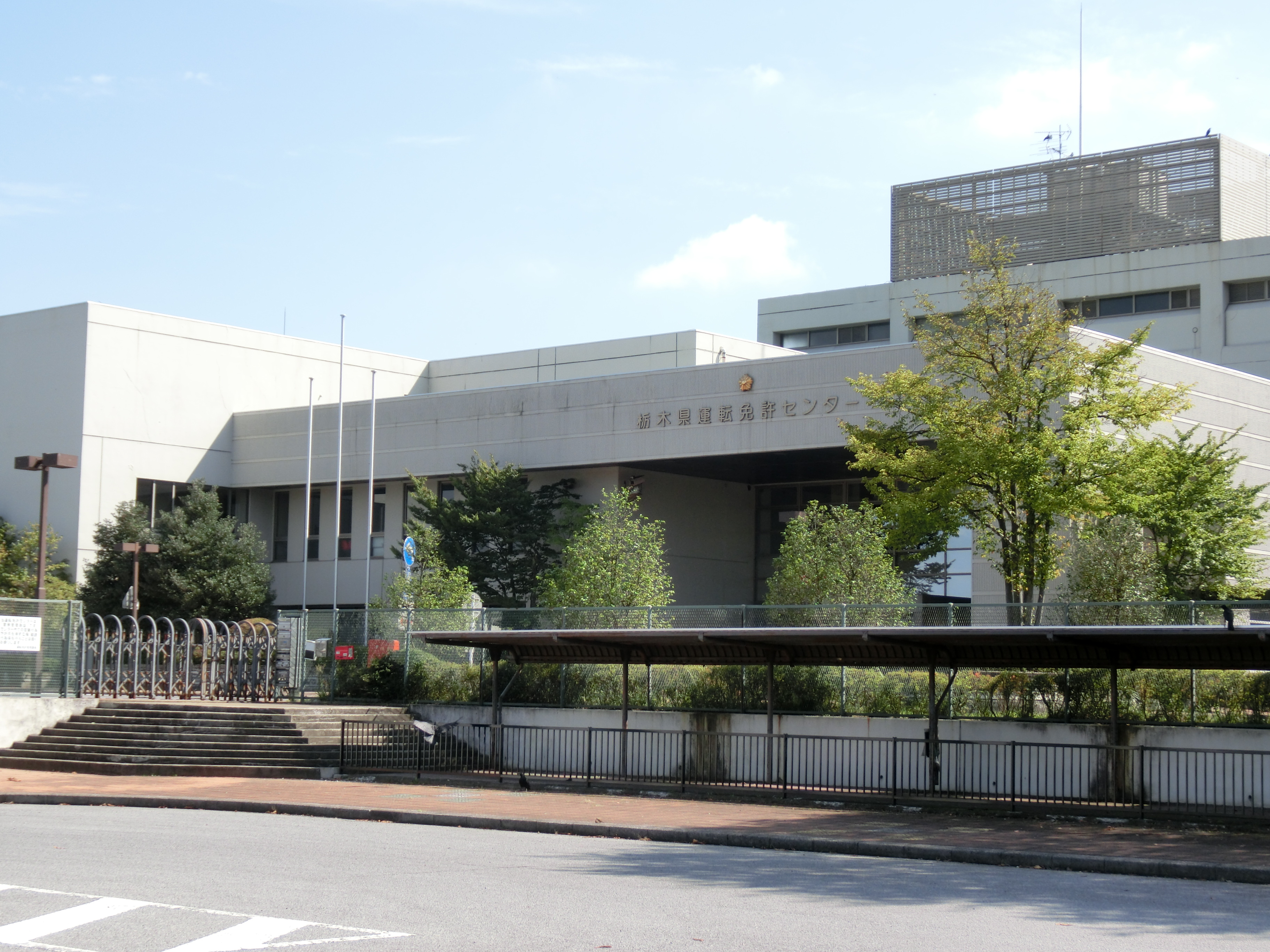
栃木県運転免許センター

栃木県運転免許センター（とちぎけんうんてんめんきょセンター）は、栃木県鹿沼市下石川にある栃木県警察が管理する運転免許試験場である。県内では「鹿沼免許センター」または「鹿沼」と呼ばれることもある。

## 概要
栃木県内唯一の運転免許試験場であり、栃木県警察の交通部運転免許管理課の管轄下に置かれている。各種運転免許取得のための学科試験や実技試験の実施、更新手続き・運転適性検査・国際運転免許証の発行などの各種業務を行っている。
宇都宮市中心部から南西に約9km、鹿沼市中心部からは南東に約7km離れた鹿沼市郊外にある。周辺はとちぎ流通センターとして企業の物流センターが集まる地域となっている。
かつては宇都宮市今宮4丁目にあり、栃木県警察機動センターと併設されていた。なお、現在は機動センターも同市野沢町に移転しており、跡地には栃木県が進める総合スポーツゾーン構想の一環として、栃木県総合運動公園 東エリア（日環アリーナ栃木）が建設された。

## 所在地
- 栃木県鹿沼市下石川681

## 沿革
- 1984年10月 - 現在地での建設工事開始（1986年1月31日完成）[4]
- 1986年
  - 3月 - 現在の庁舎竣工[5]
  - 4月1日 - 現在地での運転免許業務開始[6]
- 1995年 - 栃木県交通安全教育センター交通教育館 設置[7]
- 1998年 - 栃木県交通安全教育センターに安全運転コース設置[7]
- 2019年3月31日 - 栃木県交通安全教育センター閉鎖[7]

## 施設
- 売店・レストラン - 2020年7月より日本栄養給食協会が運営[8]。
- 栃木県交通安全教育センター - 2019年3月末で閉鎖[7]
- ガレージコーナー - 1984年まで使用されていたフォード・マスタングパトカーなどを屋内に展示保存[9]。

## 周辺
- 栃木県道6号宇都宮楡木線
- 栃木県道155号羽生田鶴田線
- 東北自動車道鹿沼インターチェンジ
- 鹿沼工業団地
- 自然の森総合公園
- 鹿沼総合体育館（ネーミングライツによる愛称「TKCいちごアリーナ」[10]、通称「フォレストアリーナ」）
- 鹿沼市立池ノ森小学校
- 鹿沼市立石川小学校
- 鹿沼市立北犬飼中学校
- 鹿沼市花木センター

免許センター周辺は1987年にとちぎ流通センターとして造成された一帯で、倉庫や物流センターが立地する。
- 東京インテリア家具配送センター
- 東武宇都宮百貨店物流センター
- 福田屋百貨店鹿沼流通センター
- ヤマト運輸栃木主管支店
- 近物レックス宇都宮支店
- 東電物流栃木支社

## 交通アクセス
出典
- 直線距離で最も近いのは東武宇都宮線安塚駅となるが、交通手段はない。
- JR宇都宮線宇都宮駅西口から関東バス、免許センター行きまたは免許センター経由楡木車庫行きで「運転免許センター」下車
- 東武鉄道東武日光線楡木駅近くの「楡木駅入口」から関東バス、免許センター経由宇都宮駅行きで「運転免許センター」下車
- JR日光線鹿沼駅及び東武日光線新鹿沼駅からリーバス、運転免許センター行きで「運転免許センター」下車
- 栃木県南地区からは、足利市から佐野市を経由しての足利中央観光バスによる予約制バス運行もある。